# Fermí Casado Giménez
Fermí Casado Giménez (Sabadell) és un actor, autor i formador català.
A Fermí Casado la fama li va arribar amb Estació d’enllaç, una sèrie que va fer fortuna a TV3 el 1994, on era el Tomàs, el fill de ficció de l'Àngels Poch i el Josep Maria Pou. Casado ha fet teatre i televisió però amb l'esclat de la crisi econòmica va tenir la visió de buscar-se nous camins. Una de les seves facetes és organitzar tallers per ensenyar a parlar en públic amb tècniques que detalla a Present-acción (Editorial UOC) basades en la tècnica de l'actor.

## Teatre
- L'art i el calze (1995), de Jacint Verdaguer. Dir. Joan Anguera.
- Ubú rey, d'Alfred Jarry Dir. Ricard Boluda.
- Falstaff, de William Shakespeare. Dir. A. Miquel.
- La festa del blat, d'Àngel Guimerà. Dir. Joan Castells.
- El retaule del flautista (1996 - 1997), de Jordi Teixidor. Dir. Joan Lluís Bozzo.
- Suburbia (1997) d'Eric Bogosian. Dir. Pep Pla.
- Mort-Home (1998), de Heiner Müller. Dir. Ramon Simó.
- L'estiueig (1999 - 2000), de Carlo Goldoni. Dir. Sergi Belbel.
- Fragments d'una carta de comiat llegits per geòlegs (2000), de Normand Chaurette. Dir. Sergi Belbel.
- El alcalde de Zalamea (2000 - 2001), de Pedro Calderón de la Barca. Dir. Sergi Belbel.
- La Mare Coratge i els seus fills (2001 - 2002), de Bertolt Brecht. Dir. Mario Gas.
- Segunda plana (2003 - 2004), de Jaume Boix. Dir. Ferran Madico.
- Jugant amb Molière(2006), de Juan Antonio Castro. Dir. Esteve Polls.
- Performance especial: Un roure (2007), de Tim Crouch. Dir. Roser Batalla.
- Angelus Novus (2010), de Juan Mayorga. Dir. Miquel Àngel Fernández.
- Absent (2012 - 2013), també autor. Dir. Òscar Molina.
- Els forats de casa (2013), de Virgínia Sánchez. Dir. Mònica Lucchetti.
- Lectura especial: "Fragments d'una carta de comiat llegits per geòlegs" (2016), per Normand Chaurette. Dir. Sergi Belbel.

## Filmografia
- Estació d’enllaç (140 episodis) (1994-1999)
- La festa del blat (1996)
- El show de la Diana (episodi 13) (1997)
- El retaule del flautista (telefilm) (1997)
- Me gusta verlos mirarse (curt) (1998)
- Déjeme que le cuente (curt) (1988)
- Homenots (2 episodis) (1999)
- La caverna (2000)
- Psico express (26 episodis) (2002)
- 16 dobles (26 episodis) (2003)
- Pepe Carvalho (episodi 4 temporada 2 Le prix) (2004)
- Mintiendo a la vida (Telefilm) (2005)
- Hospital Central (2 episodis) (2005)
- Ruido (2005)
- Mar de fons (10 episodis) (2006)
- Cuenta atrás (2006)
- Chapapote... o no (2006)
- Todo está en el aire (2006)
- El comisario (2006)
- Vida de família (telefilm) (2007)
- El cor de la ciutat (72 episodis) (2007-2009)
- Milena, la reina de los cielos (curt) (2008)
- La Casta (curt) (2013)
- El dia 9 (2014)
- Lo cantaba Nina Simone (curt) (2015)
- Transeúntes (2015)
- Cuéntame cómo pasó (eposidi 22 temporada 20) (2020)